# Кочеткова, Ольга Николаевна
Ольга́ Никола́евна Кочетко́ва (род. 1 ноября 1979, Тольятти, Куйбышевская область) — российская пловчиха, мастер спорта международного класса, чемпион и призёр чемпионатов России по плаванию на спине, призёр чемпионата Европы, участница Олимпийских игр.

## Биография
Воспитанница вазовской школы плавания. В дальнейшем занималась в Самарском государственном училище олимпийского резерва. Выступала за ЦСКА (Москва).
На зимнем чемпионате России 1996 года стала второй на дистанции 200 метров на спине. На чемпионате России стала серебряным призёром уже на дистанции 100 м. В том же году принимала участие в летних Олимпийских играх в Атланте. Принимала участие в соревнованиях в плавании на 100 м на спине, заняв по итогам 12-е место. На чемпионате Европы на короткой воде, прошедшем в Германии, участвовала в заплывах на 50 и 100 метров, где заняла 4 и 6 места соответственно.
В 1997 году стала победительницей открытого «Кубка Москвы» (ранее проводившегося как зимний чемпионат России) на дистанциях 100 и 200 метров. Вскоре принимала участие в чемпионате мира по плаванию на короткой воде в Швеции, где стала 19-й в соревнованиях на дистанции 200 метров на спине и 5-й в заплывах на 100 метров.
Летом 1997 года стала чемпионом России на дистанции 100 метров и серебряным призёром на дистанции в 200 метров. Также в 1997 году участвовала в чемпионате Европы по водным видам спорта в Севилье, где завоевала серебряную медаль в комбинированной эстафете 4×100 м и стала четвёртой в индивидуальных состязаниях на дистанции в 100 метров. Установила в ходе полуфинального заплыва своё лучшее время на дистанции в карьере: 1.02,73.
В октябре 1997 года пробы, сданные в ходе тренировочных сборов, показали наличие допинга — анаболического препарата метандиенона. Аналогичный результат оказался и ещё у двух представителей самарского плавательного центра Владимира Пышненко и Натальи Мещеряковой. По официальной версии, представленной членам комиссии ФИНА, запрещённый препарат был подмешан в торт, который испекла одна из пловчих-соперниц на сборах. В результате спортсмены были дисквалифицированы на два года, вместо обычных четырёх, и их результаты на чемпионате Европы не были аннулированы. Таким образом Ольга Кочеткова не смогла принять участие в чемпионате мира 1998 года. В августе 1998 года спортивный арбитражный трибунал отклонил апелляцию спортсменки и оставил дисквалификацию в силе.
Завершила спортивную карьеру.